# Неха Ратхі
Неха Ратхі (англ. Neha Rathi; нар. 16 серпня 1983, село Бхапруда, округ Рохтак, штат Хар'яна) — індійська борчиня вільного стилю, триразова бронзова призерка чемпіонатів Азії, дворазова чемпіонка та бронзова призерка чемпіонатів Співдружності.

## Життєпис
Боротьбою почала займатися з 1999 року.
Виступала за спортивний клуб Фаридабада. Тренер — її батько Ягруп Сінгх Ратхі.
У 2013 році за спортивні досягнення була нагороджена премією «Арджуна».

## Спортивні результати на міжнародних змаганнях

### Виступи на Чемпіонатах світу
| Змагання                        | Збірна | Вагова категорія          | Місце |
| ------------------------------- | ------ | ------------------------- | ----- |
| Чемпіонат світу з боротьби 2002 | Індія  | жіноча боротьба, до 51 кг | 18    |
| Чемпіонат світу з боротьби 2005 | Індія  | жіноча боротьба, до 55 кг | 24    |
| Чемпіонат світу з боротьби 2006 | Індія  | жіноча боротьба, до 51 кг | 13    |
| Чемпіонат світу з боротьби 2008 | Індія  | жіноча боротьба, до 51 кг | 11    |
| Чемпіонат світу з боротьби 2011 | Індія  | жіноча боротьба, до 51 кг | 5     |

### Виступи на Чемпіонатах Азії
| Змагання                       | Збірна | Вагова категорія          | Місце  |
| ------------------------------ | ------ | ------------------------- | ------ |
| Чемпіонат Азії з боротьби 2004 | Індія  | жіноча боротьба, до 51 кг | 6      |
| Чемпіонат Азії з боротьби 2005 | Індія  | жіноча боротьба, до 51 кг | Бронза |
| Чемпіонат Азії з боротьби 2008 | Індія  | жіноча боротьба, до 48 кг | Бронза |
| Чемпіонат Азії з боротьби 2009 | Індія  | жіноча боротьба, до 48 кг | 7      |
| Чемпіонат Азії з боротьби 2012 | Індія  | жіноча боротьба, до 51 кг | Бронза |

### Виступи на Азійських іграх
| Змагання           | Збірна | Вагова категорія          | Місце |
| ------------------ | ------ | ------------------------- | ----- |
| Азійські ігри 2006 | Індія  | жіноча боротьба, до 48 кг | 11    |

### Виступи на Кубках світу
| Змагання                    | Збірна | Вагова категорія          | Місце |
| --------------------------- | ------ | ------------------------- | ----- |
| Кубок світу з боротьби 2004 | Індія  | жіноча боротьба, до 51 кг | 7     |

### Виступи на Чемпіонатах Співдружності
| Змагання                                | Збірна | Вагова категорія          | Місце  |
| --------------------------------------- | ------ | ------------------------- | ------ |
| Чемпіонат Співдружності з боротьби 2003 | Індія  | жіноча боротьба, до 51 кг | Бронза |
| Чемпіонат Співдружності з боротьби 2005 | Індія  | жіноча боротьба, до 55 кг | Золото |
| Чемпіонат Співдружності з боротьби 2011 | Індія  | жіноча боротьба, до 51 кг | Золото |

### Виступи на інших змаганнях
| Змагання                                                        | Збірна | Вагова категорія          | Місце  |
| --------------------------------------------------------------- | ------ | ------------------------- | ------ |
| Міжнародний меморіал Дейва Шульца 2002                          | Індія  | жіноча боротьба, до 51 кг | 4      |
| Олімпійський кваліфікаційний турнір з боротьби 2008 (Едмонтон)  | Індія  | жіноча боротьба, до 48 кг | 11     |
| Олімпійський кваліфікаційний турнір з боротьби 2008 (Хапаранда) | Індія  | жіноча боротьба, до 48 кг | 7      |
| Олімпійський кваліфікаційний турнір з боротьби 2012 (Астана)    | Індія  | жіноча боротьба, до 48 кг | 7      |
| Олімпійський кваліфікаційний турнір з боротьби 2012 (Гельсінкі) | Індія  | жіноча боротьба, до 48 кг | 8      |
| Гран-прі «Харі Рам» 2012                                        | Індія  | жіноча боротьба, до 51 кг | Срібло |

### Виступи на змаганнях молодших вікових груп
| Змагання                                      | Збірна | Вагова категорія          | Місце |
| --------------------------------------------- | ------ | ------------------------- | ----- |
| Чемпіонат світу з боротьби серед юніорів 2003 | Індія  | жіноча боротьба, до 51 кг | 8     |